# Giải bóng đá vô địch quốc gia Quần đảo Cook
Giải bóng đá vô địch quốc gia Quần đảo Cook (Cook Islands Round Cup) là hạng đấu cao nhất của Hiệp hội bóng đá Quần đảo Cook ở Quần đảo Cook. Đội vô địch giành quyền tham dự OFC Champions League.

## Đội bóng hiện tại
Các đội bóng sau thi đấu ở mùa giải 2015: Sân vận động Sân vận động Quốc gia 2.000 chỗ ngồi là một trong các địa điểm thi đấu.
- Avatiu
- Matavera
- Nikao Sokattack
- Puaikura
- Takuvaine
- Titikaveka
- Tupapa Maraerenga

## Các đội bóng vô địch Giải hạng nhất
- 1950: Titikaveka
- 1951–70: Không rõ
- 1971: Titikaveka
- 1972: Titikaveka
- 1973: Titikaveka
- 1974: Titikaveka
- 1975: Titikaveka
- 1976: Titikaveka
- 1977: Titikaveka
- 1978: Titikaveka
- 1979: Titikaveka
- 1980: Avatiu
- 1981: Titikaveka
- 1982: Titikaveka
- 1983: Titikaveka
- 1984: Titikaveka
- 1985: Arorangi
- 1986: Không rõ
- 1987: Arorangi
- 1988–90: Không rõ
- 1991: Avatiu
- 1992: Tupapa Maraerenga
- 1993: Tupapa Maraerenga
- 1994: Avatiu
- 1995: PTC Coconuts
- 1996: Avatiu
- 1997: Avatiu
- 1998–99: Tupapa Maraerenga
- 1999: Avatiu
- 2000: Nikao Sokattak
- 2001: Tupapa Maraerenga
- 2002: Tupapa Maraerenga
- 2003: Tupapa Maraerenga
- 2004: Nikao Sokattack
- 2005: Nikao Sokattack
- 2006: Nikao Sokattack
- 2007: Tupapa Maraerenga
- 2008: Nikao Sokattack
- 2009: Nikao Sokattack
- 2010: Tupapa Maraerenga
- 2011: Tupapa Maraerenga
- 2012: Tupapa Maraerenga
- 2013: Puaikura
- 2014: Tupapa Maraerenga
- 2015: Tupapa Maraerenga
- 2016: Puaikura
- 2017:Tupapa Maraerenga
- 2018: Tupapa Maraerenga

NB:Nguồn cho rằng danh hiệu của Tupapa Maraerenga các năm 1992 và 1993 tương ứng có thể là thuộc về Takuvaine và Avatiu.

### Danh hiệu
| Câu lạc bộ        | Số lần vô địch |
| ----------------- | -------------- |
| Titikaveka        | 14             |
| Tupapa Maraerenga | 14             |
| Avatiu            | 6              |
| Nikao Sokattack   | 6              |
| Puaikura          | 4              |
| PTC Coconuts      | 1              |

Ghi chú:
- Bao gồm 2 danh hiệu giành được với tên gọi Arorangi FC.

## Các đội bóng vô địch Giải hạng nhì
- 1985: Titikaveka
- 1986: Titikaveka
- 1987–96: Không rõ
- 1997: Air Raro
- 1998–99: Titikaveka
- 2000: Takuvaine
- 2001–03: Không rõ
- 2004: Takuvaine
- 2005: Takuvaine
- 2006: Takuvaine

Nguồn: